# پیوالامید
پیوالامید (به انگلیسی: Pivalamide) یک ترکیب شیمیایی با شناسه پاب‌کم ۱۲۹۵۷ است. 